# Klassen
Klassen er en tv-serie for børn og unge, som bliver vist på DR Ultra og DRTV. Tv-serien er blevet produceret i 17 sæsoner, samt julekalenderen Klassens jul i 2017 og Klassens perfekte jul i 2018. 

## Produktion
Sæson 1 er optaget på Dyvekeskolen på Amager.

## Sæsoner
| Sæsoner               | Episoder | Oprindelig sendt | Oprindelig sendt |
| Sæsoner               | Episoder | Start            | Slut             |
| --------------------- | -------- | ---------------- | ---------------- |
| 1                     | 67       | 19. aug 2016     | 22. dec 2016     |
| 2                     | 45       | 13. mar 2017     | 11. maj 2017     |
| 3                     | 36       | 28. aug 2017     | 13. okt 2017     |
| Klassens Jul          | 24       | 1. dec 2017      | 24. dec 2017     |
| 4                     | 40       | 25. dec 2017     | 15. feb 2018     |
| 5                     | 67       | 28. jul 2018     | 2. nov 2018      |
| Klassens perfekte jul | 24       | 1. dec 2018      | 24. dec 2018     |
| 6                     | 77       | 1. jan 2019      | 20. jun 2019     |
| 7                     | 59       | 2. aug 2019      | 19. dec 2019     |
| 8                     | 78       | 26. dec 2019     | 25. jun 2019     |
| 9                     | 48       | 11. aug 2020     | 26. nov 2020     |
| 10                    | 78       | 5. jan 2021      | 1. jul 2021      |
| 11                    | 48       | 10. aug 2021     | 25. nov 2021     |
| 12                    | 75       | 4. jan 2022      | 23. jun 2022     |
| 13                    | 48       | 9. aug 2022      | 24. nov 2022     |
| 14                    | 70       | 3. jan 2023      | 15. jun 2023     |
| 15                    | 53       | 15. aug 2023     | 26. dec 2023     |
| 16                    | 50       | 2. jan 2024      | 26. jun 2024     |
| 17                    | 32       | 13. aug 2024     | 27. nov 2024     |

## Medvirkende

### Sæson 1
| Rolle          | Skuespiller                  |
| -------------- | ---------------------------- |
| Cornelius      | Jonathan Høgsberg Bandier    |
| Emma           | Sarah Pind Kristensen        |
| Sami           | Noah Lasmar Sørensen         |
| Emil           | Cameron Adam                 |
| Liam           | Rasmus Baltzersen            |
| Sara           | Josephine Højbjerg           |
| Sofia          | Clara Faust Spies            |
| Tilde          | Clara Aviaya Helsted Hvid    |
| Sally          | Aster Elizabeth Slange Moody |
| Astrid         | Ea Staffe Drasbæk            |
| Hannah         | Iris Schovgaard Tolstrup     |
| Bella          | Julie Petersen               |
| Jonas          | Marwan Mirlashari            |
| Max            | Noah Honoré                  |
| Marius         | Oliver Ovesen                |
| Arthur         | Oliver Christian Ruusunen    |
| Asger          | Rasmus Helmer Hansen         |
| Cille          | Viola Thiel Steensgaard      |
| Karl           | William Thiel Steensgaard    |
| Helle          | Pia Henriette Dalsgaard      |
| Amalie         | Vera Hoé                     |
| Alexander      | Jonas Andersen               |
| Mattias        | Joachim Frederik Jørgensen   |
| Chili          | Isabella Møller Hansen       |
| Jakob          | Hjalmer Larsen               |
| Inspektør Stig | Dan Loffredo                 |
| Josef          | Eli Levy                     |
| Noah           | Jonathan Lindinger           |
| Albert         | Marius Liliendal             |
| Anton          | Justin Geertsen              |
| Hannahs far    | Carsten Colling              |
| Aylan          | Safi Alsafi                  |

### Sæson 2
| Rolle         | Skuespiller                  |
| ------------- | ---------------------------- |
| Bertram       | Elias Amati-Aagesen          |
| Tobias        | Jonathan Westphal Stennicke  |
| Aminah        | Melina Töpcü                 |
| Signe         | Lil Løvetand Rahbek          |
| Sif           | Signe Dylmer                 |
| Max           | Noah Honoré                  |
| Cornelius     | Jonathan Høgsberg Bandier    |
| Emma          | Sarah Pind Kristensen        |
| Emil          | Cameron Adam                 |
| Sami          | Noah Lasmar Sørensen         |
| Sara          | Josephine Højbjerg           |
| Sofia         | Clara Faust Spies            |
| Tilde         | Clara Aviaya Helsted Hvid    |
| Astrid        | Ea Staffe Drasbæk            |
| Karl          | William Thiel Steensgaard    |
| Cille         | Viola Thiel Steensgaard      |
| Liam          | Rasmus Baltzersen            |
| Alexander     | Jonas Andersen               |
| Jonas         | Mirwan Mirlashari            |
| Hannah        | Iris Schovgaard Tolstrup     |
| Asger         | Rasmus Helmer Hansen         |
| Sally         | Aster Elizabeth Slange Moody |
| Charlotte     | Signe Mathilde Sørensen      |
| Bella         | Julie Petersen               |
| Albert        | Marius Liliendal             |
| Helle         | Pia Henriette Dalsgaard      |
| Amalie        | Vera Hoé                     |
| Anton         | Justin Geertsen              |
| Victoria      | Cornelie Heegaard            |
| Fie           | Emily Bowen                  |
| Arthur        | Oliver Christian Ruusunen    |
| Lærer Michael | Jesper Ole Feit Andersen     |
| Simon         | Mikkel Munk Reinbach         |
| Anders        | Mads Dueholm                 |
| Josef         | Eli Levy                     |
| Oliver        | Matthew Kirk-Iversen         |
| Naja          | Viola Bayer                  |
| Frida         | Caroline Roseberg Mahrt      |
| Fridas mor    | Camilla Lyngby               |
| Fridas far    | Michael Lucas Lindenskov     |
| Magnus        | Orbit Schiøler               |
| Lina          | Nikoline Ryde                |

### Sæson 3
| Rolle              | Skuespiller                      |
| ------------------ | -------------------------------- |
| Bertram            | Elias Amati-Aagesen              |
| Tobias             | Jonathan Westphal Stennicke      |
| Aminah             | Melina Töpcü                     |
| Signe              | Lil Løvetand Rahbek              |
| Sif                | Signe Dylmer                     |
| Max                | Noah Honoré                      |
| Jonas              | Marwan Mirlashari                |
| Christoffer        | Trond Bloch Henriksen            |
| Aida               | Rojda Asmin Durukan              |
| Caroline           | Virginia Vad                     |
| Frederik           | Salomon Stampe Frederiksen       |
| Josefine           | Nicoline Melbye Andreassen       |
| Mads               | Frederic Tornvig Kissow          |
| Martine            | Merle Filukka Høeg               |
| Frida              | Caroline Roseberg Mahrt          |
| Britt              | Lia Helena Vandel                |
| Mikkel             | Tobias Bastian Them Burø         |
| Filippa            | Cascha Clausen                   |
| Clara              | Isabella Hamer Tasevski          |
| Yasmin             | Sarah Zid Østergaard             |
| Mathilde           | Alberte Søgaard                  |
| Charlotte          | Signe Mathilde Sørensen          |
| Albert             | Marius Liliendal                 |
| Lærer Michael      | Jesper Ole Feit Andersen         |
| Biologilærer       | Shahbaz Sarwar                   |
| Andy               | Niels Abrahamsen                 |
| Engelsklærer       | Kamilla Visler Pedersen          |
| Pedel              | Sune Roholt Mortensen            |
| Erik/Frederiks far | Søren Juncker Højgaard Mortensen |
| Skoleinspektør     | Kim Wilde                        |
| Dramalærer         | Chris Skytte                     |
| Josefines mor      | Marie Dalsgaard                  |
| Frederiks mor      | Mette Sofie Thrane               |
| Dame med hund      | Line Marie Jakobsen              |

### Sæson 4
| Rolle       | Skuespiller                 |
| ----------- | --------------------------- |
| Aida        | Rojda Asmin Durukan         |
| Bertram     | Elias Amati-Aagesen         |
| Caroline    | Virginia Vad                |
| Frederik    | Salomon Stampe Frederiksen  |
| Josefine    | Nicoline Melbye Andreassen  |
| Mads        | Frederic Tornvig Kissow     |
| Martine     | Merle Filukka Høeg          |
| Signe       | Lil Løvetand Rahbek         |
| Tobias      | Jonathan Westphal Stennicke |
| Aminah      | Melina Töpcü                |
| Sif         | Signe Dylmer                |
| Christoffer | Trond Bloch Henriksen       |
| Britt       | Lia Helena Vandel           |
| Mathilde    | Alberte Søgaard             |
| Mikkel      | Tobias Bastian Them Burø    |
| Filippa     | Cascha Clausen              |
| Clara       | Isabella Hamer Tasevski     |
| Yasmin      | Sarah Zid Østergaard        |
| Esther      | Isabella Kjær Westermann    |
| Agnes       | Rose-Maria Kjær Westermann  |

### Sæson 5
| Rolle         | Skuespiller                |
| ------------- | -------------------------- |
| Magnus        | Oliver Tikotzki            |
| Alberte       | Matilde Wagner             |
| Christian     | Nikolaj Nording-Grooss     |
| Ida           | Anna Haarup Munch          |
| Kasper        | William Sigby              |
| Laurits       | Frederik Toft              |
| Mika          | Katrine Sikujua Abrahamsen |
| Ronja         | Rigmor Scott-Mønsted       |
| Viola         | Sally Balck Sørensen       |
| Nanna         | Lucca Loft                 |
| Luna          | Milla Cæcilia Lodahl       |
| Ellie         | Gabriella Canto Hallager   |
| Lea           | Ella Isabel Camara         |
| Storm         | Frederik Martens Frimodt   |
| Pelle         | Bertil Cummings            |
| Stine         | Flora-Sofie Leisner        |
| Maja          | Josephine Senyondwa        |
| Smilla        | Clara Østerskov Heilesen   |
| Nisha         | Sameena Vijay              |
| Gry           | Sofie Lien                 |
| Thea          | Caroline Søby              |
| Inge          | Emilia Isabel Wischmann    |
| Ane           | Ella Nørholm               |
| Nomi          | Hanne Salim                |
| Vigdis        | Alisa Mølvig               |
| Vera          | Asta-Marie Baun Schøsler   |
| Eleanor       | Clara Dragsted Hansen      |
| Johanne       | Kaya Bruhn Mariendal       |
| Lukas         | Jonas Meftahi Møller       |
| Alfred        | Benjamin Rud Hansen        |
| Hugo          | Alvin Festo Schmedes       |
| Theis         | Victor Lund-Redin          |
| Noah          | Elliot Metzdorff           |
| Otto          | Oscar Køhler               |
| Sigurd        | Villads Winther            |
| Ask           | Tore Ellingsen             |
| Adam          | Sander Thorlaksen          |
| Lærer Michael | Jesper Ole Feit Andersen   |
| Inspektør     | Therese Damsgaard          |

### Sæson 6
| Rolle     | Skuespiller                |
| --------- | -------------------------- |
| Magnus    | Oliver Tikotzki            |
| Alberte   | Matilde Wagner             |
| Christian | Nikolaj Nording-Grooss     |
| Ida       | Anna Haarup Munch          |
| Kasper    | William Sigby              |
| Laurits   | Frederik Toft              |
| Mika      | Katrine Sikujua Abrahamsen |
| Ronja     | Rigmor Scott-Mønsted       |
| Viola     | Sally Balck Sørensen       |
| Nanna     | Lucca Loft                 |
| Luna      | Milla Cæcilia Lodahl       |
| Ellie     | Gabriella Canto Hallager   |
| Lea       | Ella Isabel Camara         |
| Storm     | Frederik Martens Frimodt   |
| Pelle     | Bertil Cummings            |
| Stine     | Flora-Sofie Leisner        |
| Maja      | Josephine Senyondwa        |
| Smilla    | Clara Østerskov Heilesen   |
| Nisha     | Sameena Vijay              |
| Gry       | Sofie Lien                 |
| Thea      | Caroline Søby              |
| Inge      | Emilia Isabel Wischmann    |
| Ane       | Ella Nørholm               |
| Nomi      | Hanne Salim                |
| Vigdis    | Alisa Mølvig               |
| Vera      | Asta-Marie Baun Schøsler   |
| Eleanor   | Clara Dragsted Hansen      |
| Johanne   | Kaya Bruhn Mariendal       |
| Lukas     | Jonas Meftahi Møller       |
| Alfred    | Benjamin Rud Hansen        |
| Hugo      | Alvin Festo Schmedes       |
| Theis     | Victor Lund-Redin          |
| Noah      | Elliot Metzdorff           |
| Otto      | Oscar Køhler               |
| Sigurd    | Villads Winther            |
| Ask       | Tore Ellingsen             |
| Adam      | Sander Thorlaksen          |

### Sæson 17
| Rolle             | Skuespiller                  |
| ----------------- | ---------------------------- |
| Philip            | Albert Pindborg              |
| Isabella          | Anna Olympia                 |
| Hector            | Elias Blom                   |
| Mille             | Laureen De Dios Huang        |
| Sebastian         | Marcus Lysdal                |
| Aksel             | Noah Fredberg Meleady        |
| Vera              | Signe Poulsen                |
| Karla             | Silke Offenberg              |
| Elliot            | Villum Thamsen               |
| Marcuskraghhansen | Adam Palm-Brage              |
| Selma             | Alma Sabinsky                |
| Elvira            | Aya Makki                    |
| Theodor           | Conrad Bengtsson             |
| Andrea            | Ella Augusta Drori Mikkelsen |
| Fie               | Freja Nielsen                |
| Simon             | Gustav Zohnesen              |
| Lilly             | Ida-Maj Christensen          |
| A. K.             | Ingrid Vesterdahl            |
| Malthe            | Isak Ravn Øland              |
| Jakob             | Isak William Bjerregaard     |
| Tristan           | Jonathan Meinert Pedersen    |
| Milas             | Jordan W. Aciro              |
| Viggo             | Loke Lund Lindehammer        |
| Petra             | Lucca Salinas                |
| Felix             | Mads Haslund                 |
| Kalle             | Marco Søemod                 |
| Sigrid            | Marie Schledermann           |
| Cille             | Nanna Fløystrup Søeberg      |
| Nikoline          | Olivia Vinding               |
| Sofus             | Pelle Magnusson Dyhm         |
| Rosa              | Sara Marie Kvetny Koefoed    |
| Alexandra         | Vanessa Nyegaard             |
| Lærer Michael     | Jesper Ole Feit Andersen     |